# 梶田冬磨
梶田 冬磨（かじた とうま、2000年2月17日 - 2022年9月16日）は、日本の俳優、タレントである。
大阪府大阪市出身。エーライツ所属。

## 来歴
- 2018年2月、恋愛リアリティショー番組『恋する♥週末ホームステイ』出演、共演した青木菜花と共に「なのかじ」として人気を誇る。
- 2019年10月より出演する『猫のひたいほどワイド』番組内において、2020年6月30日付で神奈川県愛甲郡清川村のPR大使に就任した[1]。
- 2020年6月、『恋する♥週末ホームステイ』で共演した馬越零生と共にYouTubeに『れおかじチャンネル』開設。
- 2020年11月25日、『恋する♥週末ホームステイ』で共演した青木菜花との結婚と第一子妊娠を発表した[2]。
- 2021年4月29日、第1子となる女児が誕生したことをTwitter及びInstagramで発表した[3][4]。
- 2022年9月16日、急逝。訃報は同月27日に所属事務所を通して更新された本人のTwitter及びInstagramにて発表された[5][6][7][8]。22歳没。
- 2023年7月12日、妻である青木菜花のSNSにて死因は突然死と公表された[9]。

## 人物
- 身長180cm、血液型O型。
- 学生時代は、ラグビー部に所属。
- 実家は、大阪で清掃業を営んでいる。

## 出演作品

### 舞台
- 「午前5時47分の時計台」（2017年5月16日 - 6月4日、神戸ポートピアホール 他）
- ちちいく...〜父逝く〜（2018年、TEAM54 PRESENTS） - 智 役
- トワイライトムーン（2018年、中目黒キンケロ・シアター） - 村上翔 役

### テレビドラマ
- 大阪環状線 ひと駅ごとの愛物語 Part3 第3話、第6話（2018年、関西テレビ）
- わたし旦那をシェアしてた（2019年、読売テレビ）

### 配信ドラマ
- アリバイ崩し承ります特別編 時計屋探偵とお祖父さんのアリバイ 後編（2020年3月14日、AbemaTV）
- YouTube配信ドラマ『ラハイナ・ヌーン』（2020年8月14日 - 8月16日） - トオル 役

### テレビ番組
- 猫のひたいほどワイド（2019年10月 - 2022年9月、テレビ神奈川） - 火曜リポーター・火曜レギュラー
- あざとくて何が悪いの?（2021年6月12日、テレビ朝日）

### 映画
- 無限の住人（2017年）
- #000（2020年）[10]
- そして、バトンは渡された（2021年10月29日公開）
- 虹が落ちる前に（2022年3月19日公開） - 元義 役
- 今夜、世界からこの恋が消えても（2022年7月29日公開） - 三枝の友人 役

### 雑誌
- 『Ray』（2019年11月号）

### テレビCM
- AIG損害保険（2016年）
- SoftBank 青春し放題（2019年12月）

### Web
- 恋する♥週末ホームステイ season3（2018年2月6日 - 3月27日、AbemaTV）
- イマッポTV（2018年7月 - 2019年1月、AbemaTV）
- ガチ流行り選手権（2019年10月 - ）

### Web CM
- モバイルレジェンド 電車広告（2019年）
- コパトーン（2019年）
- 恋ステコカコーラコラボCM（2019年）
- タウンワークイケメン選手権（2019年）

### MV
- osage『アナログ』（2019年）
- TOMOO『恋する10秒 - YouTube』（2019年）